# Arachnoidella evelinae
Arachnoidella evelinae är en mossdjursart som först beskrevs av Ernst Marcus 1937.  Arachnoidella evelinae ingår i släktet Arachnoidella och familjen Arachnidiidae. Inga underarter finns listade i Catalogue of Life.